# アカガゼル
アカガゼル（Gazella rufina）は、哺乳綱ウシ目（偶蹄目）ウシ科ガゼル属に分類される偶蹄類。

## 分布
アルジェリア北西部

## 形態
体長140cm。肩高110cm。雄には30cm程の角があった。

## 人間との関係
食用、毛皮目的などの狩猟が絶滅の原因とされる。稀にしか見かけられなかった種で、絶滅年代についても、20世紀初頭説（ただし1925年にはまだ生存していたという話もある）、1930年代説、1940年代説などがある。